# 野利遇乞
野利遇乞（？—1043年），西夏大将。党项族野利部人。夏景宗元昊野利皇后从父，一说是兄长。号“宁令”（大王）。
天授礼法延祚元年（1038年），夏国建立后，野利遇乞任监军，掌右厢军司。与兄野利旺荣分掌左右厢兵。能用兵，有谋略，所统“山界”（横山地区）士兵以善战著称。在对宋朝的战争中屡立战功。常驻兵天都山（今宁夏回族自治区海原县境内），号天都大王。拥重兵威胁宋边境，被宋边将视为心腹之患。宋朝屡派人行刺未成。素与元昊乳母白姥不和，常遭白姥谗言。因为景宗宠没𠼪氏，疏远野利后，他常不满于言表，为景宗所厌恶。北宋知环州种世衡利用景宗多疑，诱使其侍卫之子苏吃曩，使盗景宗赐遇乞之宝刀，作为其叛夏投宋的信物，诬陷遇乞通宋叛夏。天授礼法延祚六年（1043年），景宗中计，夺其兵权，将他和野利旺荣同时处死。